# Faruk al-Kaddumi
Faruk al-Kaddumi, pseud. Abu al-Lutf (arab. ‏فاروق القدومي‎; ur. 18 sierpnia 1931 w Jinsafut, zm. 22 sierpnia 2024 w Ammanie) – polityk i palestyński działacz niepodległościowy. Sekretarz generalny komitetu centralnego ruchu Fatah i szef politycznego oddziału OWP w Tunezji.

## Życiorys

### Młodość
Urodził się w pobliżu Nablusu na Zachodnim Brzegu, w ówczesnym Brytyjskim Mandacie Palestyny, ale jakiś czas później jego rodzina przeprowadziła się do Jafy (dzisiaj południowe przedmieście Tel Awiwu). W trakcie I wojny izraelsko-arabskiej zostali, w roku 1948, wygnani przez milicję żydowską i wrócili do Nablusu. Na początku lat pięćdziesiątych XX wieku al-Kaddumi pracował przez 3 lata w Arabii Saudyjskiej dla arabsko-amerykańskiej kompanii naftowej ARAMCO. W 1954 przeniósł się do Egiptu, gdzie – studiując ekonomię i nauki polityczne – wstąpił do Partii Baas, pan-arabskiej partii socjalistycznej.

### Kariera
W roku 1960, w Zjednoczonych Emiratach Arabskich wstąpił do ruchu Fatah. W latach 1965–66 pracował w ministerstwie zdrowia Kuwejtu, ale w 1966 został wydalony z kraju za prowadzenie działalności antypaństwowej w powiązaniu z OWP. w roku 1969 stał się jednym z czołowych działaczy OWP i od 1973 stał na czele politycznego oddziału organizacji w Damaszku, w Syrii.
W 1976 Jasir Arafat i al-Kaddumi spotkali się z Meirem Vilnerem i Taufikiem Tubim, szefami partii Rakach (Nowa Lista Komunistyczna), która powstała w roku 1965 po rozłamie w łonie Komunistycznej Partii Izraela, i na bazie której powstała następnie partia Hadasz. To spotkanie było początkiem bliskiej współpracy obu ugrupowań.
Al-Kaddumi brał aktywny udział w działaniach grupy Sa’ida al-Muraghi (Abu Musy), w tym także w podjętej w roku 1983 próbie zamachu stanu skierowanego przeciwko Arafatowi, ale w odpowiednim momencie przeszedł na stronę przewodniczącego Autonomii i został wybrany do Komitetu Centralnego Fatahu. We wczesnych latach osiemdziesiątych zamieszkał w Tunisie, gdzie przeniosły się władze OWP po ewakuacji z Libanu. Po zawarciu porozumienia izraelsko-palestyńskiego w Oslo w roku 1993, któremu sprzeciwiał się uważając je za zdradę ideałów OWP, odmówił powrotu z zesłania na ziemie palestyńskie, by razem z innymi działaczami tworzyć władze Autonomii Palestyńskiej. Od tego czasu przyjął zdecydowanie antyizraelską postawę, odmawiając współpracy z Autonomią i wielokrotnie wprowadzając jej władze w zakłopotanie oświadczeniami, w których odmawiał państwu Izrael prawa do istnienia. Stało się to przyczyną, że znalazł się na marginesie głównej linii politycznej działaczy palestyńskich na przeciąg co najmniej dziesięciu lat, a więc w czasie, gdy główne centrum decyzyjno-polityczne Palestyńczyków przeniosło się najpierw do Gazy, a następnie do Ramalli.

### Walka o wpływy w OWP
Po śmierci Arafata w roku 2004 Faruk al-Kaddumi, zgodnie ze statutem organizacji, został po nim przewodniczącym Fatahu. Od tego czasu nie było nowych wyborów, w związku z czym nadal zajmował to stanowisko. Jako przewodniczący zaczął zabiegać o przejęcie kontroli nad podzielonym ideologicznie ruchem, a na gruncie OWP zwalczać szefa tej organizacji i prezydenta Autonomii Palestyńskiej Mahmuda Abbasa. Sytuacja stała się tym trudniejsza, że al-Kaddumi próbował przejąć władzę nad OWP (której delegaci mają formalnie wpływ na obsadę stanowisk w Autonomii). Między innymi al-Kaddumi odmawiał Autonomii prawa do obsadzania stanowisk ministerialnych i otwierania placówek dyplomatycznych za granicą. Występował jako obrońca OWP w konfliktach z Autonomią i rzecznik uchodźców, którzy – jak on sam – pozostają na wygnaniu; w obu przypadkach grając na uczuciach Palestyńczyków.